# Phyllonemus
A Phyllonemus a sugarasúszójú halak (Actinopterygii) osztályának harcsaalakúak (Siluriformes) rendjébe, ezen belül a Claroteidae családjába tartozó nem.

## Előfordulásuk
A Phyllonemus-fajok a Tanganyika-tó endemikus harcsái.

## Rendszerezés
A nembe az alábbi 3 faj tartozik:
- Phyllonemus brichardi Risch, 1987
- Phyllonemus filinemus Worthington & Ricardo, 1937
- Phyllonemus typus Boulenger, 1906 - típusfaj